# Cabinet fantôme de David Cameron
 (juin 2022).
Si vous disposez d'ouvrages ou d'articles de référence ou si vous connaissez des sites web de qualité traitant du thème abordé ici, merci de compléter l'article en donnant les références utiles à sa vérifiabilité et en les liant à la section « Notes et références ».
Howard Harman
David Cameron, Leader du Parti conservateur, a été Leader de l'opposition du 6 décembre 2005, jusqu'au 11 mai 2010, date à laquelle il est devenu Premier ministre.

## Cabinet fantôme (8 décembre 2005 – 2 juillet 2007)
| Portfolio | Ministre du cabinet fantôme        |
| --- | ---------------------------------- |
| Leader du Parti conservateur Leader de la très loyale opposition de Sa Majesté                                              | David Cameron                      |
| Secrétaire d'État des Affaires étrangères et du Commonwealth du cabinet fantôme Membre senior du cabinet fantôme            | William Hague                      |
| Chancelier de l'Échiquier du cabinet fantôme Coordonnateur de la campagne de l'Élections générales de 2010                  | George Osborne                     |
| Secrétaire d'État à l'Intérieur du cabinet fantôme                                                                          | David Davis                        |
| Président du Parti conservateur                                                                                             | Francis Maude                      |
| Secrétaire d'État aux Affaires constitutionnelles du cabinet fantôme                                                        | Oliver Heald                       |
| Secrétaire d'État à la Santé du cabinet fantôme                                                                             | Andrew Lansley                     |
| Secrétaire d'État aux Communautés et au Gouvernement local du cabinet fantôme                                               | Caroline Spelman                   |
| Secrétaire d'État pour l'enfance, les écoles et les familles du cabinet fantôme                                             | David Willetts                     |
| Secrétaire d'État à la Défense du cabinet fantôme                                                                           | Liam Fox                           |
| Secrétaire d'État à l'Environnement, à l'Alimentation et aux Affaires rurales du cabinet fantôme                            | Peter Ainsworth                    |
| Secrétaire d'État au travail et aux pensions du cabinet fantôme                                                             | Philip Hammond                     |
| Secrétaire d'État aux Transports du cabinet fantôme                                                                         | Chris Grayling                     |
| Leader fantôme de la Chambre des communes                                                                                   | Theresa May                        |
| Secrétaire d'État à la Culture, aux Médias et aux Sports du cabinet fantôme                                                 | Hugo Swire                         |
| Secrétaire d'État pour le pays de Galles du cabinet fantôme                                                                 | Cheryl Gillan                      |
| Secrétaire d'État au Développement international du cabinet fantôme                                                         | Andrew Mitchell                    |
| Secrétaire d'État au Commerce et de l'Industrie du cabinet fantôme & Président de la Chambre de commerce du cabinet fantôme | Alan Duncan                        |
| Secrétaire en chef du Trésor du cabinet fantôme                                                                             | Theresa Villiers                   |
| Secrétaire d'État pour l'Écosse du cabinet fantôme                                                                          | David Mundell                      |
| Secrétaire d'État pour l'Irlande du Nord du cabinet fantôme                                                                 | David Lidington                    |
| whip en chef de l'opposition                                                                                                | Patrick McLoughlin                 |
| Leader de l'Opposition à la Chambre des lords                                                                               | Thomas Galbraith, Lord Strathclyde |
| Participe également au cabinet fantôme                                                                                      |                                    |
| Whip en chef de l'opposition à la Chambre des lords                                                                         | John Cope                          |
| ministre des femmes et l'égalité du cabinet fantôme                                                                         | Eleanor Laing                      |
| Ministre d'État pour l'Europe du cabinet fantôme                                                                            | Graham Brady                       |
| Président du Conservative Policy Review Président du Conservative Research Department                                       | Oliver Letwin                      |
| Leader du Parti conservateur écossais                                                                                       | Annabel Goldie                     |

## Cabinet fantôme (2 juillet 2007 – 13 juin 2008)
| Portfolio | Ministre du cabinet fantôme                  |
| --- | -------------------------------------------- |
| Leader du Parti conservateur Leader de la très loyale opposition de Sa Majesté                                   | David Cameron                                |
| Secrétaire d'État des Affaires étrangères et du Commonwealth du cabinet fantôme Membre senior du cabinet fantôme | William Hague                                |
| Chancelier de l'Échiquier du cabinet fantôme Coordonnateur de la campagne de l'Élections générales de 2010       | George Osborne                               |
| Secrétaire d'État à l'Intérieur du cabinet fantôme                                                               | David Davis                                  |
| Président du Parti conservateur                                                                                  | Caroline Spelman                             |
| Secrétaire d'État à la Justice du cabinet fantôme                                                                | Nick Herbert                                 |
| Secrétaire d'État à la Santé du cabinet fantôme                                                                  | Andrew Lansley                               |
| Secrétaire d'État aux Communautés et au Gouvernement local du cabinet fantôme                                    | Eric Pickles                                 |
| Secrétaire d'État pour l'enfance, les écoles et les familles du cabinet fantôme                                  | Michael Gove                                 |
| Secrétaire d'État à la Défense du cabinet fantôme                                                                | Liam Fox                                     |
| Secrétaire d'État à l'Environnement, à l'Alimentation et aux Affaires rurales du cabinet fantôme                 | Peter Ainsworth                              |
| Secrétaire d'État au travail et aux pensions du cabinet fantôme                                                  | Chris Grayling                               |
| Secrétaire d'État aux Transports du cabinet fantôme                                                              | Theresa Villiers                             |
| Leader fantôme de la Chambre des communes Ministre des femmes et l'égalité de l'ombre du cabinet fantôme         | Theresa May                                  |
| Secrétaire d'État à la Culture, aux Médias et aux Sports du cabinet fantôme                                      | Jeremy Hunt                                  |
| Secrétaire d'État pour le pays de Galles du cabinet fantôme                                                      | Cheryl Gillan                                |
| Ministre du Cabinet Office du cabinet fantôme Chancelier du duché de Lancaster du cabinet fantôme                | Francis Maude                                |
| Secrétaire d'État au Développement international du cabinet fantôme                                              | Andrew Mitchell                              |
| Secrétaire d'État au Commerce, à l'Innovation et au Savoir-faire du cabinet fantôme                              | Alan Duncan                                  |
| Secrétaire en chef du Trésor du cabinet fantôme                                                                  | Philip Hammond                               |
| Secrétaire d'État à l'innovation, aux universités et aux compétences du cabinet fantôme                          | David Willetts                               |
| Secrétaire d'État pour l'Écosse du cabinet fantôme                                                               | David Mundell                                |
| Secrétaire d'État pour l'Irlande du Nord du cabinet fantôme                                                      | Owen Paterson                                |
| whip en chef de l'opposition                                                                                     | Patrick McLoughlin                           |
| Leader de l'Opposition à la Chambre des lords                                                                    | Thomas Galbraith, Lord Strathclyde           |
| Participe également au cabinet fantôme                                                                           |                                              |
| Whip en chef de l'opposition à la Chambre des lords                                                              | Joyce Anelay, baronne Anelay de St Johns     |
| Ministre d'État pour l'Europe du cabinet fantôme                                                                 | Mark Francois                                |
| Ministre des Affaires étrangères de l'ombre                                                                      | David Lidington                              |
| Secrétaire d'État au logement du cabinet fantôme                                                                 | Grant Shapps                                 |
| Ministre de l'ombre pour la science et l'innovation                                                              | Adam Afriyie                                 |
| Ministre fantôme de la cohésion communautaire et de l'action sociale                                             | Sayeeda Warsi, baronne Warsi                 |
| Ministre de la Sécurité du cabinet fantôme Conseiller à la sécurité nationale auprès du leader de l'opposition   | Pauline Neville-Jones, baronne Neville-Jones |
| Président du Conservative Policy Review Président du Conservative Research Department                            | Oliver Letwin                                |
| Leader du Parti conservateur écossais                                                                            | Annabel Goldie                               |

## Cabinet fantôme (13 juin 2008 – 19 janvier 2009)
| Portfolio | Ministre du cabinet fantôme                  |
| --- | -------------------------------------------- |
| Leader du Parti conservateur Leader de la très loyale opposition de Sa Majesté                                   | David Cameron                                |
| Secrétaire d'État des Affaires étrangères et du Commonwealth du cabinet fantôme Membre senior du cabinet fantôme | William Hague                                |
| Chancelier de l'Échiquier du cabinet fantôme Coordonnateur de la campagne de l'Élections générales de 2010       | George Osborne                               |
| Secrétaire d'État à l'Intérieur du cabinet fantôme                                                               | Dominic Grieve                               |
| Président du Parti conservateur                                                                                  | Caroline Spelman                             |
| Secrétaire d'État à la Justice du cabinet fantôme                                                                | Nick Herbert                                 |
| Secrétaire d'État à la Santé du cabinet fantôme                                                                  | Andrew Lansley                               |
| Secrétaire d'État aux Communautés et au Gouvernement local du cabinet fantôme                                    | Eric Pickles                                 |
| Secrétaire d'État pour l'enfance, les écoles et les familles du cabinet fantôme                                  | Michael Gove                                 |
| Secrétaire d'État à la Défense du cabinet fantôme                                                                | Liam Fox                                     |
| Secrétaire d'État à l'Environnement, à l'Alimentation et aux Affaires rurales du cabinet fantôme                 | Peter Ainsworth                              |
| Secrétaire d'État au travail et aux pensions du cabinet fantôme                                                  | Chris Grayling                               |
| Secrétaire d'État aux Transports du cabinet fantôme                                                              | Theresa Villiers                             |
| Leader fantôme de la Chambre des communes Ministre des femmes et l'égalité de l'ombre du cabinet fantôme         | Theresa May                                  |
| Secrétaire d'État à la Culture, aux Médias et aux Sports du cabinet fantôme                                      | Jeremy Hunt                                  |
| Secrétaire d'État pour le pays de Galles du cabinet fantôme                                                      | Cheryl Gillan                                |
| Ministre du Cabinet Office du cabinet fantôme Chancelier du duché de Lancaster du cabinet fantôme                | Francis Maude                                |
| Secrétaire d'État au Développement international du cabinet fantôme                                              | Andrew Mitchell                              |
| Secrétaire d'État au Commerce, à l'Innovation et au réforme de la réglementation du cabinet fantôme              | Alan Duncan                                  |
| Secrétaire en chef du Trésor du cabinet fantôme                                                                  | Philip Hammond                               |
| Secrétaire d'État à l'innovation, aux universités et aux compétences du cabinet fantôme                          | David Willetts                               |
| Secrétaire d'État pour l'Écosse du cabinet fantôme                                                               | David Mundell                                |
| Secrétaire d'État pour l'Irlande du Nord du cabinet fantôme                                                      | Owen Paterson                                |
| whip en chef de l'opposition                                                                                     | Patrick McLoughlin                           |
| Leader de l'Opposition à la Chambre des lords                                                                    | Thomas Galbraith, Lord Strathclyde           |
| Participe également au cabinet fantôme                                                                           |                                              |
| Whip en chef de l'opposition à la Chambre des lords                                                              | Joyce Anelay, baronne Anelay de St Johns     |
| Ministre d'État pour l'Europe du cabinet fantôme                                                                 | Mark Francois                                |
| Ministre des Affaires étrangères de l'ombre                                                                      | David Lidington                              |
| Secrétaire d'État au logement du cabinet fantôme                                                                 | Grant Shapps                                 |
| Ministre de l'ombre pour la science et l'innovation                                                              | Adam Afriyie                                 |
| Ministre fantôme de la cohésion communautaire et de l'action sociale                                             | Sayeeda Warsi, baronne Warsi                 |
| Ministre de la Sécurité du cabinet fantôme Conseiller à la sécurité nationale auprès du leader de l'opposition   | Pauline Neville-Jones, baronne Neville-Jones |
| Président du Conservative Policy Review Président du Conservative Research Department                            | Oliver Letwin                                |
| Leader du Parti conservateur écossais                                                                            | Annabel Goldie                               |

## Cabinet fantôme (19 janvier 2009 – 11 mai 2010)
| Portfolio | Ministre du cabinet fantôme                  |
| --- | -------------------------------------------- |
| Leader du Parti conservateur Leader de la très loyale opposition de Sa Majesté                                                 | David Cameron                                |
| Secrétaire d'État des Affaires étrangères et du Commonwealth du cabinet fantôme Membre senior du cabinet fantôme               | William Hague                                |
| Chancelier de l'Échiquier du cabinet fantôme Coordonnateur de la campagne de l'Élections générales de 2010                     | George Osborne                               |
| Secrétaire d'État à l'Intérieur du cabinet fantôme                                                                             | Chris Grayling                               |
| Président du Parti conservateur                                                                                                | Eric Pickles                                 |
| Secrétaire d'État à la Justice du cabinet fantôme                                                                              | Dominic Grieve                               |
| Secrétaire d'État à la Santé du cabinet fantôme                                                                                | Andrew Lansley                               |
| Secrétaire d'État aux Communautés et au Gouvernement local du cabinet fantôme                                                  | Caroline Spelman                             |
| Secrétaire d'État pour l'enfance, les écoles et les familles du cabinet fantôme                                                | Michael Gove                                 |
| Secrétaire d'État à la Défense du cabinet fantôme                                                                              | Liam Fox                                     |
| Secrétaire d'État à l'Environnement, à l'Alimentation et aux Affaires rurales du cabinet fantôme                               | Nick Herbert                                 |
| Secrétaire d'État au travail et aux pensions du cabinet fantôme Ministre des femmes et l'égalité de l'ombre du cabinet fantôme | Theresa May                                  |
| Secrétaire d'État à l'Énergie et au Changement climatique du cabinet fantôme                                                   | Greg Clark                                   |
| Secrétaire d'État aux Transports du cabinet fantôme                                                                            | Theresa Villiers                             |
| Leader fantôme de la Chambre des communes                                                                                      | Sir George Young Bt.                         |
| Secrétaire d'État à la Culture, aux Médias et aux Sports du cabinet fantôme                                                    | Jeremy Hunt                                  |
| Secrétaire d'État pour le pays de Galles du cabinet fantôme                                                                    | Cheryl Gillan                                |
| Ministre du Cabinet Office du cabinet fantôme Chancelier du duché de Lancaster du cabinet fantôme                              | Francis Maude                                |
| Secrétaire d'État au Développement international du cabinet fantôme                                                            | Andrew Mitchell                              |
| Secrétaire d'État de l'ombre au Commerce, à l'Innovation et au Savoir-faire                                                    | Kenneth Clarke                               |
| Secrétaire en chef du Trésor du cabinet fantôme                                                                                | Philip Hammond                               |
| Ministre de l'ombre pour les universités et les compétences                                                                    | David Willetts                               |
| Secrétaire d'État au logement du cabinet fantôme                                                                               | Grant Shapps                                 |
| Secrétaire d'État pour l'Écosse du cabinet fantôme                                                                             | David Mundell                                |
| Secrétaire d'État pour l'Irlande du Nord du cabinet fantôme                                                                    | Owen Paterson                                |
| Ministre d'État pour l'Europe du cabinet fantôme                                                                               | Mark Francois                                |
| whip en chef de l'opposition                                                                                                   | Patrick McLoughlin                           |
| Leader de l'Opposition à la Chambre des lords                                                                                  | Thomas Galbraith, Lord Strathclyde           |
| Participe également au cabinet fantôme                                                                                         |                                              |
| Whip en chef de l'opposition à la Chambre des lords                                                                            | Joyce Anelay, baronne Anelay de St Johns     |
| Ministre de l'ombre pour la science et l'innovation                                                                            | Adam Afriyie                                 |
| Ministre fantôme de la cohésion communautaire et de l'action sociale                                                           | Sayeeda Warsi, baronne Warsi                 |
| Ministre de la Sécurité du cabinet fantôme Conseiller à la sécurité nationale auprès du leader de l'opposition                 | Pauline Neville-Jones, baronne Neville-Jones |
| Président du Conservative Policy Review Président du Conservative Research Department                                          | Oliver Letwin                                |
| Leader du Parti conservateur écossais                                                                                          | Annabel Goldie                               |